# Verfestigung (Werkstoffkunde)

Spannungs-Dehnungs-Diagramm: σ = Spannung = Kraft dividiert durch Querschnittsfläche ε = Dehnung = Längenänderung dividiert durch Anfangslänge E = Elastizitätsmodul (Steigung der Geraden) blau = elastische Verformung rot = plastische Verformung durchgezogen = wahre Spannung (bezüglich aktueller Fläche) gestrichelt = technische Spannung (bezüglich Anfangsfläche)

Verfestigung ist ein Begriff aus der Werkstoffkunde und bezeichnet die Festigkeitszunahme  eines metallischen Werkstoffs durch erhöhten Widerstand gegen plastische Verformung. Die Begriffe Verfestigung und Härtung (bzw. Härten) werden oft mit gleicher Bedeutung verwendet. Je nachdem welche mikrostrukturellen Effekte dazu beitragen, spricht man von:
- Verformungsverfestigung (bzw. Kaltverfestigung)

- Korngrenzenverfestigung (bzw. Feinkornhärtung oder Kornfeinung)
- Mischkristallverfestigung (bzw. Mischkristallhärtung)
- Umwandlungsverfestigung (bzw. bei Stählen: Martensithärtung)
- Ausscheidungsverfestigung (bzw. Ausscheidungshärtung)
- Teilchenverfestigung (teilweise auch Dispersionhärtung)

## Auftreten
Verfestigung tritt auf, wenn metallische Werkstoffe über die Elastizitätsgrenze hinaus plastisch verformt werden. Bei einer mechanischen Zugbelastung macht sich das dadurch bemerkbar, dass die Spannung nach Überschreiten der Elastizitätsgrenze, d. h. während der plastischen Verformung weiter ansteigt. Dies lässt sich im Spannungs-Dehnungs-Diagramm, das mit einem Zugversuch ermittelt wird, erkennen (siehe Abbildung): Bis zu einer Spannung σe verhalten sich die meisten metallische Werkstoffe linear elastisch (blau gezeichnet) und werden bis dahin nur reversibel verformt. Bei höheren Spannungen (rot gezeichnet) kommt es zu einer plastischen, irreversiblen Verformung, was auch als Fließen bezeichnet wird. Hierbei verfestigt sich der Werkstoff und eine weitere Verformung ist nur durch nochmals erhöhte Spannungen möglich. Dieses Verhalten setzt sich fort, bis schlussendlich die Bruchspannung erreicht wird, bei der der Prüfkörper zerrissen wird (entspricht dem Ende der roten Kurve).

## Mechanismen im Kristallgitter
Bei Spannungen oberhalb der Elastizitätsgrenze werden Atomebenen im Kristall verschoben. Die Atome einer Gitterebene bewegen sich nicht alle gleichzeitig, sondern nacheinander. Dies wird durch immer vorhandene Versetzungen, d. h. linienförmige Gitterfehler ermöglicht, die eine hohe Beweglichkeit haben. Bei den so genannten Stufenversetzungen endet eine Gitterlinie irregulär innerhalb einer Gitterstruktur, die deshalb lokal verzerrt ist. Beim Einwirken einer äußeren Spannung wandert die Stufenversetzung um eine Gittereinheit und bewirkt so die Verschiebung der Atomebenen (siehe Abbildung). Die verschobenen Gitterebenen bleiben nach Wegnahme der mechanischen Spannungen in ihrer neuen Position. Außer den hier beschriebenen Stufenversetzungen können auch Schraubenversetzungen (mit schraubenförmig zusammenhängenden Gitterebenen) oder Mischformen beider Versetzungstypen an einer plastischen Verformung beteiligt sein.

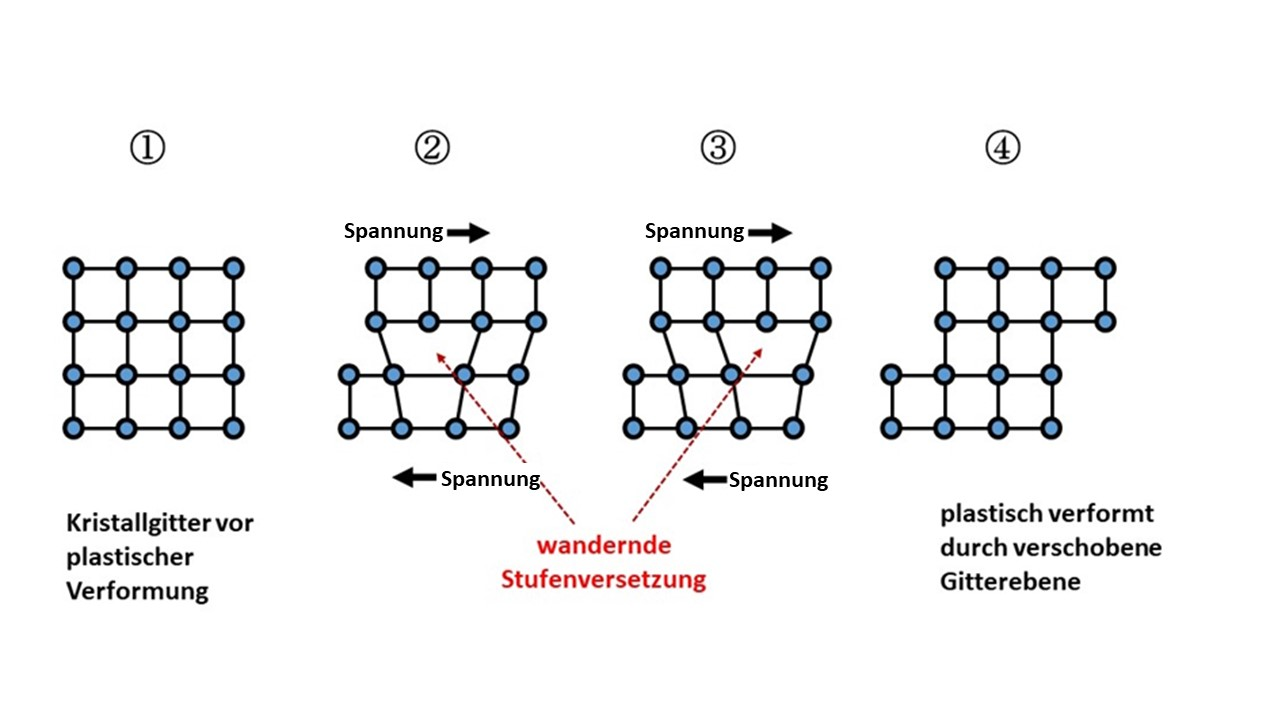
Bewegung einer Stufenversetzung im Kristallgitter (als Schnitt durch eine Ebene gezeichnet)

Versetzungen werden an vorhandenen Gitterfehlern (Fremdatome, Fremdteilchen, Korngrenzen oder blockierte Versetzungen) aufgestaut, so dass ihre Bewegung durch das Kristallgitter gehemmt wird. Infolgedessen steigt die Spannung, die für eine weitere plastische Verformung notwendig ist, und die Werkstofffestigkeit nimmt zu. Wenn sich die Versetzungen im Kristallgitter nicht mehr bewegen können, kommt es zur Werkstofftrennung, d. h. zum Bruch.
Die Verfestigung erhöht also den Widerstand gegen eine plastische Verformung von metallischen Werkstoffen und ist von der Beweglichkeit der Versetzungen abhängig. Es folgt eine kurze Beschreibung der fünf wichtigsten Verfestigungsmechanismen, die teilweise auch als Härtungsmethoden bekannt sind.

## Verformungsverfestigung

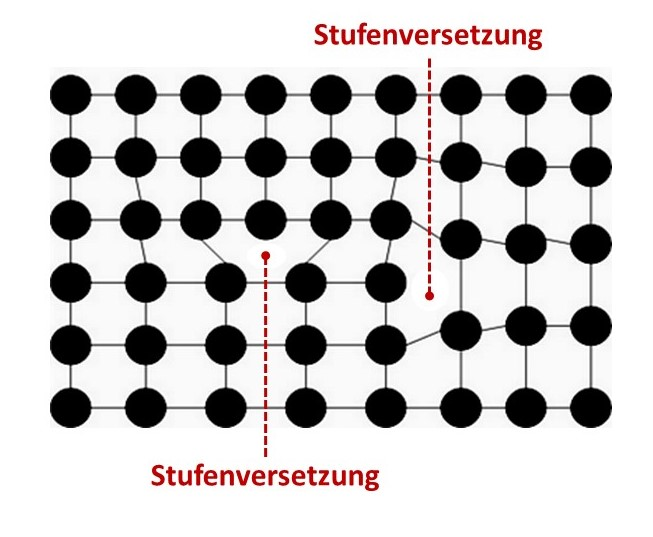
Sich behindernde Versetzungen

Beim Umformen von metallischen Halbzeugen oder Werkstücken findet immer eine plastische Verformung statt. Sofern dies bei Raumtemperatur oder zumindest unterhalb der Rekristallisationstemperatur stattfindet, werden Versetzungen erzeugt. Im geglühten, unverfestigten Zustand haben Metalle etwa 105 bis 108 Versetzungen pro Quadratzentimeter, durch starke plastische Verformung kann der Wert auf bis zu 1012 Versetzungen pro Quadratzentimeter ansteigen. Je mehr Versetzungen entstehen, umso mehr verzerren sie das Kristallgitter (siehe Abbildung). Hierdurch wird ihre Beweglichkeit eingeschränkt und die weitere plastische Verformung wird erschwert. Als Resultat nimmt die Werkstofffestigkeit zu, die Bruchdehnung dahingegen verringert sich.
Verformungsverfestigung tritt bei mechanischen Verarbeitungsverfahren auf, wie z. B. Schmieden, Walzen, Pressen, Drücken, Tiefziehen, Drahtziehen und Extrudieren, um nur einige zu nennen. Daneben werden zur lokalen Bauteilverfestigung Techniken wie Oberflächenhämmern, High Frequency Impact Treatment und Kugelstrahlen angewendet. Als Begleiterscheinung der Verformungsverfestigung können im verarbeiteten Werkstück Eigenspannungen auftreten.

## Korngrenzenverfestigung

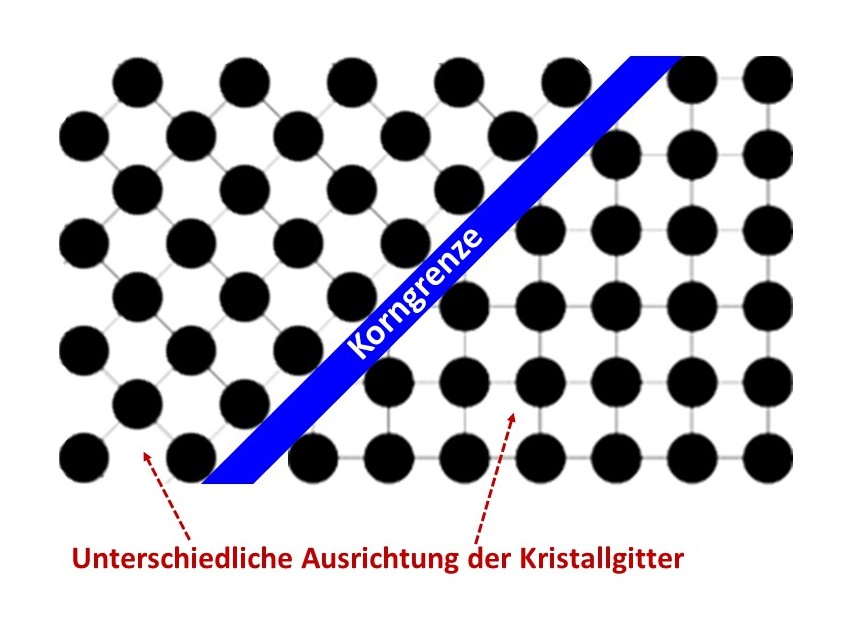
Korngrenze

Als Korngrenzen werden die Flächen im Werkstoffgefüge bezeichnet, an denen Körner (Kristallite) aneinander stoßen. Deren Kristallgitter haben in der Regel unterschiedliche Ausrichtungen (siehe Abbildung), wodurch dort die Regelmäßigkeit der Atomordnung unterbrochen ist und Verspannungen im Gitter erzeugt werden, die die Bewegung der Versetzungen behindern. Je geringer die Korngröße ist, umso mehr Korngrenzen sind im Werkstoffgefüge vorhanden, die das Aufstauen der Versetzungen bewirken. Die daraus resultierende Verfestigung wird auch Kornfeinung oder Feinkornhärtung genannt. Eine mögliche Methode, um ein feinkörniges Werkstoffgefüge zu erzeugen, ist das so genannte Impfen der Metallschmelzen vor der Erstarrung: Durch Zusatzstoffe wird die heterogene Keimbildung gefördert und das Kornwachstum während der Abkühlung unterdrückt. Auch die Art der Massivumformung und die Wahl der Legierungselemente haben einen Einfluss auf die Feinkörnigkeit. Ein wesentlicher Vorteil der Korngrenzenverfestigung besteht darin, dass die Festigkeit steigt, ohne dass die Duktilität abnimmt.

## Mischkristallverfestigung

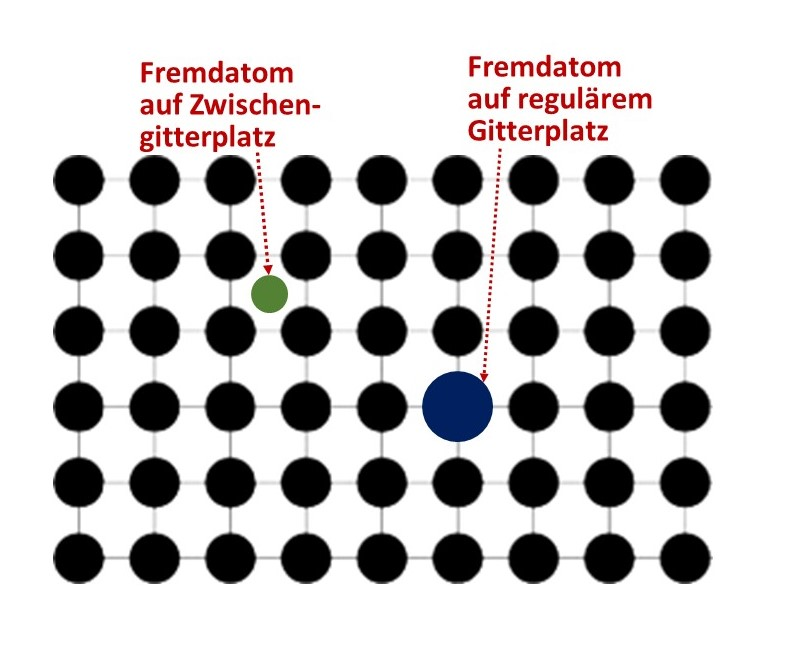
Mischkristall mit Frematomen im Kristallgitter

Metalle können im Kristallgitter Atome eines anderen chemischen Elements lösen. Das Phasendiagramm gibt die jeweilige Zusammensetzung und Temperaturbereiche an. Die Fremdatome befinden sich entweder auf Zwischengitterplätzen – dazu müssen sie ausreichend klein sein – oder sie ersetzen Atome des Basismetalls auf dessen Gitterplätzen (siehe Abbildung). Im erstgenannten Fall spricht man von Einlagerungsmischkristallen, andernfalls von Substitutionsmischkristallen. In beiden Fällen ist die regelmäßige Atomanordnung im Kristallgitter lokal gestört und es entstehen Gitterverspannungen. Da sie die Bewegung von Versetzungen erschweren, kommt eine Verfestigung zustande.
Metalllegierungen, die Mischkristalle bilden, haben generell eine höhere Festigkeit als elementare Metalle. Ein bekanntes Beispiel sind Kupferlegierungen mit einem Zinn-Anteil von einigen Prozent, die als Bronze bezeichnet werden. Deren Festigkeit, Streckgrenze und Härte übertreffen die Werte von reinem Kupfer, die Duktilität ist jedoch geringer.

## Umwandlungsverfestigung

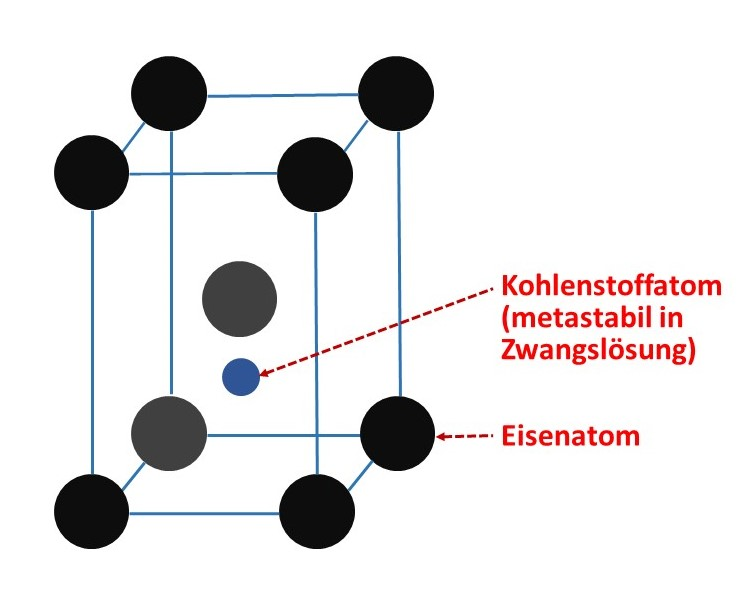
Kristallstruktur von Martensit: (tetragonale statt kubische Symmetrie wegen Kohlenstoffatom)

Die Umwandlungsverfestigung basiert auf einer Phasenumwandlung von Gefügebestandteilen und wird vorwiegend für Stähle genutzt. Sie wird dann meistens Martensithärtung oder nur Härtung genannt. Zur Verfestigung von Stählen wird eine spezielle Wärmebehandlung angewendet:
1. Erwärmen und Halten bei zur Austenitbildung notwendigen Temperatur
2. Abschrecken, d. h. sehr schnelles Abkühlen zur Umwandlung in eine metastabile Phase

Durch das Abschrecken bildet sich kein Ferrit mit kubischer Kristallstruktur, sondern eine metastabile Phase mit zwangsgelöstem Kohlenstoff, die Martensit genannt wird (mengenmäßig limitiert durch den Kohlenstoffgehalt). Sie besitzt eine „aufgeweitete“, tetragonale Kristallstruktur (siehe Abbildung). Hierdurch entstehen im Werkstoffgefüge lokale Gitterverspannungen, die die Bewegung von Versetzungen behindern und so zur Verfestigung betragen.
Je nach Anwendungsfall erfolgt anschließend noch ein dritter Wärmebehandlungsschritt und zwar das sogenannten Anlassen, d. h. Erwärmen auf moderate Temperatur zur Verringerung der Sprödigkeit.

## Ausscheidungsverfestigung
→ Hauptartikel: Ausscheidungshärtung

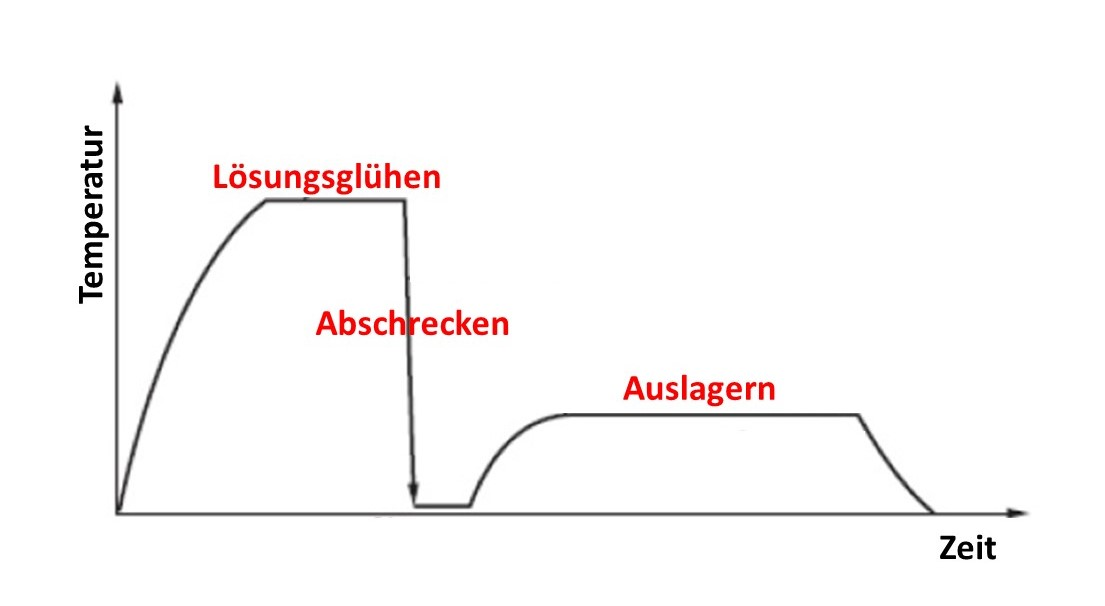
Wärmebehandlung für die Ausscheidungsverfestigung

Die Ausscheidungsverfestigung wird häufig zur Herstellung hochfester Stähle oder Aluminiumlegierungen genutzt. Geeignet sind Legierungen, die bei hoher Temperatur Mischkristalle bilden, die sich jedoch bei geringeren Temperaturen nicht mehr im thermodynamischen Gleichgewicht befinden. Um die festigkeitssteigernden Ausscheidungen zu erzeugen, wird eine dreistufige Wärmebehandlung angewendet (siehe Abbildung):
1. Lösungsglühen zur Mischkristallbildung bei hoher Temperatur (jedoch unterhalb der Schmelztemperatur).
2. Abschrecken, d. h. extrem schnelle Abkühlung zur Erzeugung von metastabilen, übersättigten Mischkristallen.

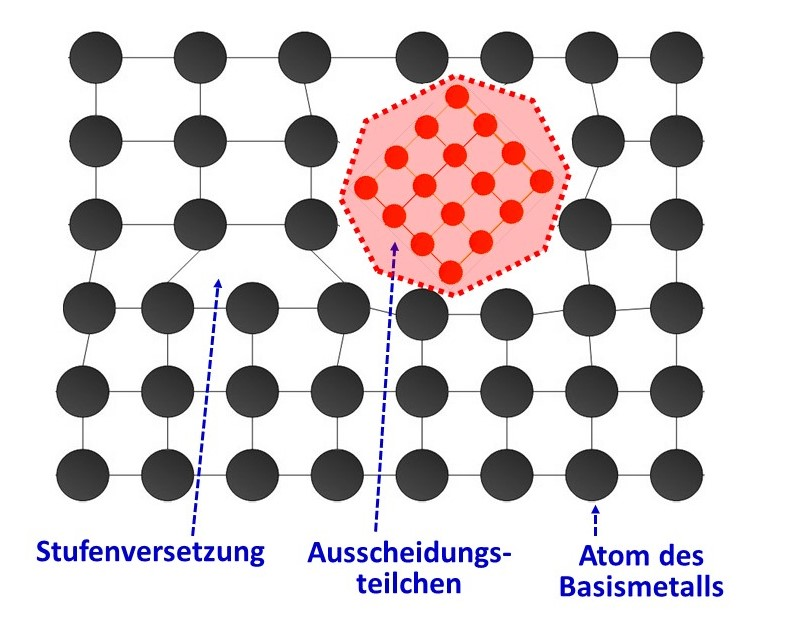
Ausscheidungsteilchen als Hindernis für die Versetzung

3. Ausscheidungsteilchen als Hindernis für die Versetzung Auslagern bei mittlerer Temperatur zur Umwandlung der metastabilen                                                                                              Mischkristalle in zwei Phasen, bestehend aus Basismetall (auch Matrix genannt)                                                                                      und kleinen Ausscheidungsteilchen (siehe Abbildung).

Die Ausscheidungen behindern die Bewegung von Versetzungen bei der plastischen Verformung. Dementsprechend kommt es zu einer Festigkeitssteigerung, jedoch bei gleichzeitiger Abnahme der Duktilität.

## Teilchenverfestigung
Voraussetzung für die Teilchenverfestigung sind kleine Teilchen, die im metallischen Gefüge gleichmäßig und fein verteilt sind. Die Teilchen behindern die Bewegung von Versetzungen bei der plastischen Verformung und tragen so zur Verfestigung bei. Es besteht eine Analogie zur oben beschriebenen Ausscheidungsverfestigung, weshalb in der Literatur manchmal nicht zwischen Ausscheidungsverfestigung und Teilchenverfestigung unterschieden wird. Zwei Mechanismen der Teilchenverfestigung werden im Folgenden kurz beschrieben.
Eine Variante der Teilchenverfestigung basiert auf eutektischen Legierungen. Anstelle eines metastabilen Zustandes wird ein Gefüge gezielt am Eutektikum eingestellt. Dadurch formt sich ein Verbund zweier oder mehrerer Phasen charakteristisch ineinander verzahnter Lamellen. Die duktilere Phase kann mechanische Spannungen an die härtere Phase ableiten, sodass insgesamt ein zähes und trotzdem festes Gesamtverhalten zu beobachten ist.
Eine andere Variante ist die sogenannte Dispersionshärtung. Hier werden Fremdteilchen aus nichtmetallischen Werkstoffen verwendet, die selbst bei sehr hohen Temperaturen nicht chemisch mit dem Basismetall reagieren z. B. oxidische Partikel wie Yttriumoxid und zwar mit Abmessungen zwischen 10 nm und 100 nm. Der so verfestigte Werkstoff stellt eine heterogene Mischung mit geringen Fremdphasenanteil dar, die auch als Dispersion bezeichnet wird. Ein besonderer Vorteil der dispersionsgehärteten Metalle besteht in ihrer Kriechbeständigkeit auch bei hohen Temperaturen. Sie werden mit aufwendigen puvermetallurgischen Verfahren hergestellt und sollen zukünftig für thermisch und mechanisch hochbelastete Bauteile z. B. in der Luft- und Raumfahrt verwendet werden.

## Zusammenfassender Vergleich
Die folgende Tabelle fasst die charakteristischen Eigenschaften der oben beschriebenen Verfestigungsmechanismen knapp zusammen.
|                           | Hindernis für Versetzungsbewegung | Einflussparameter                        |
| ------------------------- | --------------------------------- | ---------------------------------------- |
| Verformungsverfestigung   | aufgestaute Versetzungen          | Versetzungsdichte                        |
| Korngrenzenverfestigung   | Korngrenzen                       | Korngröße                                |
| Mischkristallverfestigung | Fremdatome                        | Fremdatomkonzentration                   |
| Umwandlungsverfestigung   | umgewandelte, verspannte Phasen   | Volumenanteil der umgewandelten Phasen   |
| Ausscheidungsverfestigung | Ausscheidungsteilchen             | Abstand der Ausscheidungsteilchen        |
| Teilchenverfestigung      | Fremdteilchen                     | Abstand und Zusammensetzung der Teilchen |

## Mathematische Modellierung

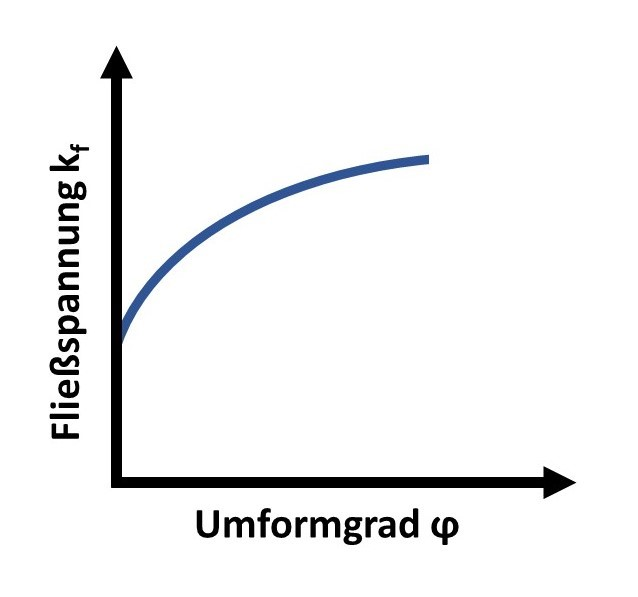
Fließkurve eines metallischen Werkstoffs (Verfestigung anhand ansteigender Fließspannung erkennbar)

Die Verfestigung von Werkstoffen wird in der Regel mit der Fließkurve dargestellt (siehe nebenstehende Abbildung). Sie zeigt den Zusammenhang zwischen der Fließspannung {\textstyle k_{f}=F/S_{1}} (Kraft dividiert durch die aktuelle Fläche) und dem Umformgrad {\textstyle \varphi =ln(1+\varepsilon )} (natürlicher Logarithmus aus der Summe von 1 plus Dehnung). Es gibt eine Reihe von Ansätzen, um Fließkurven mathematisch zu modellieren, jedoch sind sie meistens nur Näherungen, da viele Einflussgrößen wie z. B. Richtungsabhängigkeit           (Textur) und Geometrie, Werkstoffkenngrößen, Reibung an Werkzeugen sowie die Verformungsgeschwindigkeit das Fließverhalten beeinflussen. Als zwei bekannte mathematische Modelle seien hier die Formeln von Ludwik und von Voce genannt.

### Ludwik-Verfestigung
Die mathematische Beschreibung nach Ludwik gilt näherungsweise für Umformgrade φ zwischen 0,2 und 1,0 und hat folgende Formel:
{\displaystyle k_{f}=C\cdot \varphi ^{n}}
Dabei ist:
{\textstyle k_{f}} = Fließspannung
{\textstyle C} = werkstoffabhängige Konstante
{\textstyle n} = Verfestigungskoeffizient.
Der Verfestigungskoeffizient ist ein Maß für die Krümmung der Fließkurve. Stähle haben n-Werte zwischen circa 0,19 und 0,37, Aluminiumlegierungen liegen bei 0,32 bis 0,36, Kupfer und Kupferlegierungen erreichen etwa 0,3 bis 0,6.

### Voce-Verfestigung
Die Verfestigung ist anfänglich am größten, nimmt jedoch schnell ab und erreicht eine Sättigung. Dieses Model gibt das Verhalten in Werkstoffen mit erhöhter Verfestigung wie z. B. in Magnesium oder bei erhöhten Dehnraten in guter Näherung wieder. Die mathematische Formulierung lautet:
{\displaystyle k_{f}=k_{f0}+C(1-e^{-b\varphi })}
Dabei ist:
{\textstyle k_{f0}} = Dehngrenze
{\textstyle C} = werkstoffabhängige Konstante
{\textstyle b} = Verfestigungskoeffizient.